# Willard van Orman Quine
Willard van Orman Quine   (Akron, 25 de juny de 1908 - Boston, 25 de desembre de 2000) fou un filòsof estatunidenc, conegut pel seu treball en lògica matemàtica i les seves contribucions al pragmatisme com una teoria del coneixement.
Nascut a Akron (Ohio), va ser educat en l'Oberlin College i en la Universitat Harvard, on va ser deixeble de Whitehead i d'on va arribar a ser professor el 1936; també va fer estudis a Viena, Varsòvia i Praga. Va morir el 25 de desembre de 2000 a Boston.
Segons Quine, la manera com l'individu usa el llenguatge determina quina classe de coses està compromès a dir que existeixen. A més, la justificació per a parlar d'una manera en lloc d'una altra, igual que la justificació d'adoptar un sistema conceptual i no un altre, és per a Quine una manifestació absolutament pragmàtica.